# B-Sides and Rarities
B-Sides and Rarities – kompilacja utworów zespołu Cake wydana w październiku roku 2007. Czasem uznawana za kolejny album zespołu. Album zawiera przede wszystkim kowery sławnych utworów wielkich artystów, m.in. Black Sabbath, Frank Sinatra, Barry White, Kenny Rogers. 
Limitowana edycja zawiera wersję live utworu "War Pigs".

## Spis utworów

### Wersja standardowa
1. "War Pigs" — 3:54 (Black Sabbath cover)
2. "Ruby, Don't Take Your Love to Town" — 2:55 (Kenny Rogers cover)
3. "Mahna, Mahna" — 2:54 (A cover of the song made popular by the Muppets)
4. "Excuse Me, I Think I've Got a Heartache" — 2:21 (Buck Owens cover)
5. "Conroy" — 3:01
6. "Strangers in the Night" — 2:51 (Frank Sinatra cover)
7. "Subtract One Love (Multiply the Heartaches)" — 2:47 (George Jones cover)
8. "Never, Never Gonna Give You Up" — 3:50 (Barry White cover)
9. "Thrills" — 2:58 (The Chakachas cover; the original title being "Stories")
10. "Short Skirt, Long Jacket" (Live at Triple M) — 3:16
11. "It's Coming Down" (Live at Pure FM) — 4:12

### Wersja limitowana
12. "War Pigs ( live )"

### Utwór bonusowy iTunes
12. "Is This Love? (Live)" — 4:30 

## Skład
- Vince DiFiore — trąbka, keyboard, gitara, wokal
- John McCrea —  gitara akustyczna, gitara basowa, tylny wokal
- Xan McCurdy — gitara elektryczna, tylny wokal
- Gabe Nelson — gitara basowa, keyboard, tylny wokal

### Goście
- Paulo Baldi — perkusja w utworach 4, 10, 11
- Greg Brown — gitara, keyboard w utworach 7, 8, 9
- Victor Damiani — gitara basowa w utworach 7, 8, 9
- Pete McNeal — perkusja w utworach 1, 2, 3
- Tyler Pope — keyboard, gitara w utworze 5
- Todd Roper — perkusja w utworach 7, 8, 9